# Trematodon flexipes
Trematodon flexipes är en bladmossart som beskrevs av Mitten in J. D. Hooker 1859. Trematodon flexipes ingår i släktet tranmossor, och familjen Bruchiaceae. Inga underarter finns listade i Catalogue of Life.